# Kupa na Bălgarija 2020-2021
La Coppa di Bulgaria 2020-2021 è stata la 39ª edizione di questo trofeo, e l'81ª in generale di una coppa nazionale bulgara di calcio, iniziata il 29 settembre 2020 e terminata il 19 maggio 2021. Il CSKA Sofia è stata la squadra campione di questo torneo.

## Turno preliminare
A questo turno partecipano 16 vincitori delle competizioni amatoriali regionali e 15 squadre della Seconda Lega (le squadre riserve non possono partecipare). Il sorteggio è stato effettuato il 16 settembre 2020. Il Partizan Červen Brjag ha ricevuto un bye per il turno successivo.
| Squadra 1             | Risultato   | Squadra 2         |
| --------------------- | ----------- | ----------------- |
| 29 settembre 2020     |             |                   |
| Rodopa Smoljan        | 0 – 2       | OFK Pirin         |
| Spartak Varna         | 2 – 1       | Lokomotiv Sofia   |
| Zagorec               | 2 – 1       | Hebăr Pazardžik   |
| 30 settembre 2020     |             |                   |
| Botev Ihtiman         | 2 – 0       | Neftohimik Burgas |
| Čern. Balčik          | 3 – 0       | Vitoša Bistrica   |
| Drenovets             | 2 – 1 (dts) | Strumska Slava    |
| Gorski Izvor          | 4 – 2       | Septemvri Simitli |
| Nadezhda Dobroslavtsi | 2 – 1       | Minjor Pernik     |
| Oborište              | 1 – 0       | Dobrudža          |
| Sevlievo              | 6 – 0       | Lokomotiv GO      |
| Svetkavica            | 1 – 4       | Sozopol           |
| Čavdar Etropole       | 0 – 4       | Kariana Erden     |
| Dunav Ruse            | 0 – 2       | Jantra Gabrovo    |
| 1º ottobre 2020       |             |                   |
| Belasica Petrič       | 1 – 0       | Liteks Loveč      |
| Sveti Nikola Burgas   | 0 – 4       | Sportist          |

## Primo turno
A questo turno partecipano i 16 vincitori del turno preliminare, 14 squadre della Prima Lega e la migliore squadra classificata nella Seconda Lega (Septemvri Sofia). Il sorteggio è stato effettuato il 16 settembre 2020. La vincente tra Belasica Petrič e Liteks Loveč ha ricevuto un bye per il turno successivo.
| Squadra 1             | Risultato       | Squadra 2         |
| --------------------- | --------------- | ----------------- |
| 20 ottobre 2020       |                 |                   |
| Kariana Erden         | 0 – 1           | Carsko Selo       |
| 21 ottobre 2020       |                 |                   |
| Partizan Červen Brjag | 1 – 4           | Levski Sofia      |
| Drenovets             | 0 – 6           | CSKA 1948 Sofia   |
| Gorski Izvor          | 1 – 2           | Montana           |
| Sevlievo              | 1 – 5           | Slavia Sofia      |
| Jantra Gabrovo        | 1 – 6           | Černo More Varna  |
| Pirin Blagoevgrad     | 3 – 4           | Beroe             |
| 22 ottobre 2020       |                 |                   |
| Čern. Balčik          | 1 – 0           | Septemvri Sofia   |
| Nadezhda Dobroslavtsi | 0 – 2           | Botev Vraca       |
| Oborište              | 0 – 4           | Botev Plovdiv     |
| Sozopol               | 0 – 0 (2-4 dtr) | Etăr              |
| 3 novembre 2020       |                 |                   |
| Zagorec               | 3 – 4 (dts)     | Lokomotiv Plovdiv |
| 4 novembre 2020       |                 |                   |
| Spartak Varna         | 1 – 2           | Arda Kărdžali     |
| 14 novembre 2020      |                 |                   |
| Botev Ihtiman         | 0 – 5           | CSKA Sofia        |
| 11 febbraio 2021      |                 |                   |
| Sportist              | 1 – 3           | Ludogorec         |

## Ottavi di finale
| Squadra 1         | Risultato       | Squadra 2        |
| ----------------- | --------------- | ---------------- |
| 1º marzo 2021     |                 |                  |
| Lokomotiv Plovdiv | 2 – 1           | Belasica Petrič  |
| 2 marzo 2021      |                 |                  |
| CSKA Sofia        | 3 – 1           | Černo More Varna |
| Etăr              | 0 – 1           | Arda Kărdžali    |
| 3 marzo 2021      |                 |                  |
| Botev Plovdiv     | 1 – 2 (dts)     | CSKA 1948 Sofia  |
| Carsko Selo       | 1 – 2           | Ludogorec        |
| Levski Sofia      | 3 – 1           | Beroe            |
| 4 marzo 2021      |                 |                  |
| Botev Vraca       | 3 – 0           | Čern. Balčik     |
| Slavia Sofia      | 1 – 1 (5-3 dtr) | Montana          |

## Quarti di finale
| Squadra 1       | Risultato   | Squadra 2         |
| --------------- | ----------- | ----------------- |
| 16 marzo 2021   |             |                   |
| Ludogorec       | 2 – 1 (dts) | Lokomotiv Plovdiv |
| 17 marzo 2021   |             |                   |
| CSKA 1948 Sofia | 0 – 1       | Arda Kărdžali     |
| Slavia Sofia    | 2 – 1       | Levski Sofia      |
| 18 marzo 2021   |             |                   |
| CSKA Sofia      | 4 – 0       | Botev Vraca       |

## Semifinali
| Squadra 1                      | Totale | Squadra 2    | Andata | Ritorno |
| ------------------------------ | ------ | ------------ | ------ | ------- |
| 6 aprile 2021 / 13 aprile 2021 |        |              |        |         |
| Arda Kărdžali                  | 1 – 0  | Slavia Sofia | 0 – 0  | 1 – 0   |
| 7 aprile 2021 / 14 aprile 2021 |        |              |        |         |
| CSKA Sofia                     | 3 – 2  | Ludogorec    | 1 – 1  | 2 – 1   |

## Finale
| Arbitro: | Volen Valentinov Chinkov |

|  |           |             |
|  | Marcatori | 85’ Charles |